# ヘレナ (重巡洋艦)
| USS Helena (CA-75) |                                                            |
| 艦歴               |                                                            |
| 発注:              |                                                            |
| 起工:              |                                                            |
| 進水:              | 1945年4月28日                                              |
| 就役:              | 1945年9月4日                                               |
| 退役:              | 1963年6月29日                                              |
| 除籍:              | 1974年1月1日                                               |
| その後:            | 1974年にスクラップとして処分                               |
| 性能諸元           |                                                            |
| 排水量:            | 13,600 トン                                                |
| 全長:              | 674 ft 11 in                                               |
| 全幅:              | 70 ft 10 in                                                |
| 吃水:              | 20 ft 6 in                                                 |
| 機関:              |                                                            |
| 最大速:            | 33ノット                                                   |
| 兵員:              | 士官、兵員1,142名                                          |
| 兵装:              | 8インチ砲9門、 5インチ砲12門、 40mm機銃48基、 20mm機銃22基 |
| 搭載機:            |                                                            |

ヘレナ(USS Helena, CA-75)は、アメリカ海軍の重巡洋艦。ボルチモア級重巡洋艦の8番艦。艦名はモンタナ州ヘレナに因む。その名を持つ艦としては3隻目（先代はクラ湾夜戦で沈没したセントルイス級軽巡洋艦の二番艦）。ヘレナはファーゴ級軽巡洋艦の一隻に名づけられるはずだったが、建造キャンセルされた後に命名された。

## 艦歴
ヘレナはマサチューセッツ州クインシーのベスレヘム・スチール社で起工し、1945年4月28日にジョン・T・ヘイティン夫人（ヘレナ市長夫人）によって進水する。1945年9月4日にA・H・マッコルム艦長の指揮下就役した。
ヘレナはボストンで艤装が完了すると1945年10月24日に出航、翌日ニューヨークに到着し、10月27日の海軍記念日における第二次世界大戦祝賀式典に参加した。グアンタナモ湾での整調および訓練の後、1946年2月にボストンに帰還し、最初の配備の準備に入る。ヘレナはヨーロッパ方面軍司令官および第12艦隊司令官のH・ケント・ヒューイット大将が乗り込み、2月12日にボストンを出航しイギリスに向かう。続く3ヶ月にわたってヘレナは北ヨーロッパ海域で訓練演習を行い、イギリスおよびスコットランドの港を親善訪問した。
1946年5月1日に旗艦任務を解かれ、ヘレナは地中海の主要校を訪問、スエズ運河を通過しコロンボ、セイロン島、シンガポールを経由して1946年6月18日に青島に到着した。極東では各種の訓練および艦隊演習を行い、1947年3月22日に上海を出航、帰途に就く。

ヘレナは朝鮮戦争の戦功で大韓民国殊勲部隊章および4つ星の従軍星章を受章した。